# Trypetoptera
Trypetoptera is een vliegengeslacht uit de familie van de slakkendoders (Sciomyzidae).

## Soorten
- T. canadensis (Macquart, 1843)
- T. punctulata (Scopoli, 1763)